# Kjersti Grini
Kjersti Grini, née le 7 septembre 1971 à Oslo, est une ancienne handballeuse norvégienne. Figurant parmi les meilleures arrières droites de l'histoire, elle a été championne du monde et d'Europe et elle a ensuite entamé une carrière d'entraîneur.

## Biographie
Évoluant d'abord dans des clubs norvégiens, elle remporte ses premières récompenses à titre individuel avec les titres de joueuse de l'année en Norvège en 1990 et 1994, terminant également meilleure marqueuse de la ligue norvégienne lors des saisons 1989-90, 1993-94 et 1995-96. Avec son club de Bækkelagets SK, elle atteint deux fois consécutivement une finale européenne, la Coupe des Villes (C4) en 1994 puis la Coupe de l'EHF (C3) en 1995. En 1997, après un conflit dans son club, elle rejoint un autre club norvégien Tertnes IL. Elle y occupe rapidement de grandes responsabilités, dont le rôle de capitaine. Avec ce club, son meilleur résultat est une place de finaliste de la coupe de l'EHF en 2000, finale perdue de un but au cumul des deux rencontres. 
Après les Jeux olympiques d'été de Sydney, elle rejoint la ligue danoise de handball, évoluant avec le club de Ikast Bording EH. La première saison est perturbée par des blessures : d'abord une blessure au genou, puis au dos. Elle retrouve son meilleur niveau lors de la saison où elle termine à la deuxième place du classement des marqueuses. Sur le plan européen, le club atteint la finale de la coupe EHF. Malheureusement, elle se blesse de nouveau au genou, ce qui l'empêche de participer aux rencontres importantes de la fin de saison : Ikast perd la finale du championnat du Danemark face à Viborg HK, mais remporte le titre européen face au Győri ETO KC.
Elle débute très tôt avec la sélection norvégienne, à l'âge de 16 ans en novembre 1987. Elle participe ensuite à pratiquement toutes les campagnes de la Norvège. C'est lors du Championnat d'Europe qu'elle remporte sa première médaille, le bronze en 1994, puis l'argent lors de l'édition suivante en 1996, édition au cours de laquelle elle termine meilleure marqueuse de la compétition. La même année, elle est nommée dans l'équipe type du tournoi olympique.
Lors du Championnat d'Europe 1998, elle remporte finalement le titre de championne d'Europe.
L'année suivante, c'est le titre mondial qu'elle remporte, lors du Championnat du monde 1999 disputé conjointement au Danemark et en Norvège. La Norvège se défait finalement, grâce à deux prolongations, de la France sur le score de 25 à 24.
Lors des Jeux olympiques d'été de 2000 à Sydney, la Norvège échoue en demi-finale face à la Hongrie et remporte finalement la médaille de bronze. Grini termine meilleure marqueuse du tournoi et est élue dans l'équipe type du tournoi.
Au contraire de nombreuses de ses coéquipières qui quittent la sélection après les jeux, elle désire continuer mais sa blessure au genou la prive du championnat d'Europe. Elle retrouve la sélection lors du championnat du monde 2001 où la Norvège remporte la médaille d'argent, battue par la Russie. Lors de cette compétition, elle atteint la barre symbolique des 1 000 buts marqués avec la sélection danoise, devenant la meilleure marqueuse de l'histoire de la sélection. En 2013, elle est toujours la meilleure marqueuse de l'histoire de l'équipe de Norvège de handball féminin.

## Palmarès

### Club
compétitions internationales 
- Coupe de l'EHF (C3)
  - Vainqueur (1) : 2002
  - finaliste (2) : 1995 et 2000
- Coupe des Villes (C4)
  - finaliste (1) : 1994

 compétitions nationales 
- Coupe du Danemark (1) : 2001

### Sélection nationale
Jeux olympiques
- Médaille de bronze aux Jeux olympiques d'été de 2000 à Sydney
- 4e place aux Jeux olympiques d'été de 1996 à Atlanta

Championnats du monde
- Médaille d'or au Championnat du monde 1999, Norvège et Danemark
- Médaille d'argent au Championnat du monde 2001, Italie
- 4e place au Championnat du monde 1995, Autriche et Hongrie
- 6e place au Championnat du monde 1990, Corée du Sud

Championnats d'Europe
- Médaille d'or au Championnat d'Europe 1998, Pays-Bas
- Médaille d'argent au Championnat d'Europe 1996, Danemark
- Médaille de bronze aux Championnats d'Europe 1994, Allemagne

Autres
- Début en Équipe de Norvège le 11 novembre 1987 face à la Yougoslavie[1]
- Dernier match en sélection le 17 décembre 2001 face à la Russie[1]

## Distinction personnelle
- Élue meilleure joueuse du Championnat de Norvège en 1990, 1994
- Élue meilleure arrière droite des Jeux olympiques en 1996 et 2000[3]
- élue meilleure arrière droite  du Championnat d'Europe 1998[6]
- Meilleure marqueuse aux Jeux olympiques d'été de 2000[3]
- Meilleure marqueuse au Championnat d'Europe 1996
- Meilleure marqueuse du Championnat de Norvège en 1989-90, 1993-94 et 1995-96